# 香西咲
香西 咲（こうざい さき、1986年3月30日 - ）は、日本の元AV女優・元レースクイーン。東京都出身。

## 略歴
2008年から芸能活動を開始。フェイスネットワークに所属し、レースクイーンとして活躍。
2011年10月、MUTEKIよりAVデビュー。きっかけは、気持ち良いおとなのおもちゃを開発したいと思って。
2012年12月、台湾高雄市にて高雄国際アダルトエキスポのスペシャルゲストにて出演。
2015年2月、３月よりアタッカーズ専属になる事を発表。
2016年4月、「2016 中国国際成人保健及生殖健康展覧会(China Adult-Care EXPO2016)」にトイズハートブースにて出演。
2016年7月、前所属事務所社長によるAV出演強要、契約無視による慢性膵炎発症など後遺症の発生を告発した。
AV作品を含む業界全体を否定しているわけではないため、独立後もAV女優を続けていた。2017年11月にAV女優を引退。

## 人物
特技は、新体操・ヨガ・般若心経。趣味は、スキューバダイビング、写真撮影。愛犬は「ぽんた」（オス）。

## 作品

### アダルトビデオ
▲総集編、ベスト盤
2011年
- RACE QUEEN（10月1日、MUTEKI）

2012年
- エスワン解禁（1月19日、エスワン）
- エロス覚醒（2月19日、エスワン）
- 轟沈アクメ（3月19日、エスワン）
- 交わる体液､濃密セックス（4月19日、エスワン）
- 香西咲の騎乗位スペシャル（5月19日、エスワン）
- 20コス!（6月19日、エスワン）
- 秘密捜査官の女 終わらない快楽拷問（7月19日、エスワン）
- 香西咲と一緒に童貞卒業♪（8月19日、エスワン）
- 美しい痴女の接吻と性交（9月19日、エスワン）
- ファンに犯されたレースクイーン（10月19日、エスワン）
- ものすごい顔射、ものすごいお掃除フェラ（11月19日、エスワン）
- 二人きりの不倫旅行 夫に見せられないもう一人のワタシ（12月19日、エスワン）

2013年
- 夫の目の前で犯された若妻（1月19日、エスワン）
- 香西咲 エスワン8時間Special（2月19日、エスワン）▲
- 【BD】香西咲 エスワン8時間Special（2月19日、エスワン）▲
- くのいち姉妹 第一章 姉・咲の引き裂かれた思い（3月19日、エスワン）
- 香西咲、絶頂で大量おもらし。（4月19日、エスワン）
- 香西咲のSEXYチャンネル（5月19日、エスワン）
- イラマチオ奴隷志願 仕事のできないOLは、優秀な口便器（6月19日、エスワン）
- パコパコ風俗NO.1指名 4時間スペシャル（7月19日、エスワン）
- 香西咲が止まらない腰振り！騎乗位ベスト4時間（8月7日、エスワン）
- 露出狂レースクイーン（8月19日、エスワン）
- 湯けむり美人女将 癒しの温泉宿（9月19日、エスワン）
- 明歩と咲 美人姉妹といつでもセックス（10月7日、エスワン） 共演：吉沢明歩
- 精子ちょうだい 香西咲（11月19日、エスワン）
- 犯されたレースクイーン 恋人の目の前で陵辱されて 香西咲（12月19日、エスワン）

2014年
- 愛する貴方の目の前で… 女教師と教え子 香西咲 京野結衣 小滝みい菜（1月7日、アタッカーズ）　共演：京野結衣、小滝みい菜
- フェラチオ100回シテあげる 香西咲（2月7日、エスワン）▲
- 発射しやすい女性上位ベスト（2月7日、エスワン）▲
- 身動き取れずに絶頂（2月7日、エスワン）▲
- 犯されたCA 香西咲（2月19日、エスワン）
- 女の子は絶頂する瞬間が一番気持ちいい!イクイクSEX盛り合わせ16時間 part2（3月19日、ROOKIE）▲
- 体内汁ダラダラ 香西咲（3月19日、エスワン）
- 絶頂寸前の気持ち良すぎるオナニー200人16時間（4月19日、ROOKIE）▲
- マ○コがヒクヒクするほど発情した美少女たちの淫乱おねだりSEX 16時間（4月19日、ROOKIE）▲
- 完全ノーカット パッコンパッコン大乱交3時間 香西咲（4月19日、エスワン）
- 失禁 お漏らし 超恥ずかしい!我慢できずにビチャビチャ 16時間（5月19日、ROOKIE）▲
- DIGITAL CHANNEL DC117 香西咲（6月1日、アイデアポケット）
- 香西咲 全77本番 エスワン12時間コンプリートBEST（7月7日、エスワン）▲※Blu-ray版同時発売
- 犯された美人過ぎる女教師 香西咲（7月19日、アイデアポケット）
- 美しき極道の女 香西咲（8月19日予定、アイデアポケット）

2015年
- あなた、許して…。夫の親友に抱かれた私（3月7日、アタッカーズ）
- しみけん×S級女優のプライベートハメ撮り7番勝負（4月1日、アイデアポケット）▲
- 美人エステティシャン 濡れ堕ちた性感帯 香西咲（4月7日、アタッカーズ）
- またまたまたおじゃましま～す!19人のIP美女たちがアナタの自宅に訪問スペシャル!3（4月19日、アイデアポケット）▲
- 感じ方が凄まじい!淫乱ビッチでドエロな女の子16時間（4月19日、ROOKIE）▲
- 特命捜査官、葉月鏡花 悪鬼の狂宴 香西咲（5月7日、アタッカーズ）
- 繰り返す悪夢…オンナを強制的に犯す凌辱レ○プ16時間（5月19日、ROOKIE）▲
- 美人妻変態調教2 開発されてしまった私のカラダ 香西咲（6月7日、アタッカーズ）
- 人気女優 限界露出16時間 Vol.3（6月19日、ROOKIE）▲
- イキものがたり 総勢50名!! アイポケ美女のイク瞬間をピンポイントで抜き出したイキ過ぎイキまくりイキ走るイキイキ限界突破 8時間!（7月1日、アイデアポケット）▲
- 夫の目の前で犯されて- 社宅に棲む肉欲 香西咲（7月7日、アタッカーズ）
- 熟れた美女のカラダを弄ぶ 犯された美熟女 16時間（7月19日、ROOKIE）▲
- 発射直後のアッツアツ精子を全部飲んじゃう ごっくんBEST16時間 part.2（7月19日、ROOKIE）▲
- 儚く散った…美しき極道の女達 ケジメの8時間（8月1日、ROOKIE）▲
- 声を出せない私8 濡れたプライド 香西咲（8月7日、アタッカーズ）
- 超S級エステティシャンが性感刺激 最高にエロい裏マッサージ店16時間（8月19日、ROOKIE）▲
- 旦那に黙って他の男と愛し合う不倫16時間（8月19日、ROOKIE）
- あなたに愛されたくて。 香西咲（9月7日、アタッカーズ）
- 玩具にイカされた女達2 人間の女をイカすことだけに開発された最強野郎の仕事ぶり 8時間（9月19日、アイデアポケット）▲
- 逃げられない状況で嫌がりながらもガンガン絶頂しイキまくるスキモノ女8時間! 肉体的拘束!精神的拘束!逃げる事が出来ない見えない檻の中に美女27名収監!!（10月1日、アイデアポケット）▲
- 奴隷色のステージ28 香西咲（10月7日、アタッカーズ）
- 緊縛調教記録 香西咲（11月7日、アタッカーズ）
- 訳あり人妻性交8時間～お願いですから夫には黙っておいて下さい～（11月19日、アイデアポケット）▲
- 性欲を抑え切れない本能剥き出し 可愛すぎる若妻のセックス16時間（11月19日、ROOKIE）▲
- ATTACKERS 2015年上半期 8時間BEST（12月7日、アタッカーズ）▲
- 快楽拷問研究所 香西咲（12月7日、アタッカーズ）

2016年
- アイポケ女優の素顔すべて曝け出すプライベートFUCK8時間! 女優から普通の女の子に変わる決定的瞬間!（1月1日、アイデアポケット）▲
- RQ香西咲がギャルでコスって初めてのお宅訪問（1月7日、ReFree）
- 逆3P痴女ヘブン～ベテラン2人のテク披露祭り!!～ 里美ゆりあ 香西咲（2月25日、痴女ヘブン(美)）
- スーツ女子30人との優雅な戯れSEX～ビシッとスーツを纏った完全無欠のイイ女を自由気ままにヤリまくる8時間～（3月1日、アイデアポケット）▲
- ATTACKERS PRESENTS THE BEST OF 香西咲（3月7日、アタッカーズ）
- 人妻囮捜査痴漢電車～公然羞恥で貶められた肉体～ 香西咲（3月7日、マドンナ）
- このあと滅茶苦茶SEXしたくなるようなエロい衣装で誘っている女16時間（3月19日、ROOKIE）▲
- よりどりチ○コをまとめてフェラチオ 一度に2本も3本もチ○ポを咥えしゃぶりまくる淫獣女50人8時間（4月1日、アイデアポケット）▲
- 奈落に堕ちたインテリ女上司 香西咲（4月7日、アタッカーズ）
- ATTACKERS Anthology.2015（5月7日、アタッカーズ）▲
- ギャルでコスって素人お宅訪問BEST（5月7日、BeFree）▲
- 脱獄者 香西咲（5月7日、アタッカーズ）
- ATTACKERS やめて…許してっ!-ファーストレイプ集5-（6月7日、アタッカーズ）▲
- 川の字レイプ 吐息をこらえて犯されて… 香西咲（6月7日、アタッカーズ）
- S級女優100人のケツ穴丸見え!ンストップ背面騎乗位8時間（6月19日、ROOKIE）▲
- 絶頂寸前の気持ち良すぎるオナニー200人16時間vol.2（6月19日、ROOKIE）▲
- 痴女だらけとボク1人BEST パートII 天国or地獄のハーレムプレイ4時間（6月25日、痴女ヘブン）▲
- 働く女の艶めかしい完全着衣ファック 香西咲（7月1日、Fitch）
- 背徳に濡れた人妻8時間（7月7日、アタッカーズ）▲
- 喉奥フェラチオお姉さん480分（8月7日予定、BeFree）▲
- 強姦ドキュメント6 香西咲（8月7日予定、アタッカーズ）

### イメージビデオ
- 妻美喰い/香西咲（2013年6月28日、オルスタックソフト販売）[11]
- ヴィーナス・テルメ/香西咲（2016年5月28日、オルスタックソフト販売）[12]

### 音楽

#### シングルCD
- 涙の太陽（2015年9月16日、ファーストミュージック）カップリング曲は「わたしの彼は左きき」。

## 出演

### TV
- 笑っていいとも!
- めちゃ×2イケてるッ!
- ジャンクSPORTS
- シルシルミシル
- ホリさまぁ〜ず
- SMAPxSMAP
- エチカの鏡
- 魔女たちの22時
- おとなのびっくりは～いすくーる（2012年3月、日本海テレビ）*マンスリーゲスト
- イメ☆パラ #7-8（MONDO TV）
- ビ〜チ9（2012年10月、テレ玉）*マンスリーゲスト
- せんべろ女とホルモンおやじ#02 北区のオアシス・赤羽編　　 フジテレビワンツーネクスト
- せんべろ女とホルモンおやじ#0５ 大田区蒲田・その名もバーボンロード編 　 フジテレビワンツーネクスト
- 真っ裸AVナイト（2012年10月4日 - 7日、BSスカパー!） 朝倉ことみ、芦名ユリア、加藤リナ、小島みなみ、紗倉まな、長谷川しずくとゲスト
- 第1回セクシー女優ダラケ!のスカパー!水泳大会（2015年8月22日、BSスカパー）
- ケンコバのバコバコテレビ（サンテレビ、-）

### ネット放送
あっ!とおどろく放送局
- 「[再見!!（さいけん）」（2009年5月23日）
- 「土ゆる DTな妄想」（2009年8月10日配信開始）
- 「TOKYO GAME SHOW 2009」 GIRLS COLLECTION]（2009年9月25日配信開始）

### オリジナルビデオ
- SEX and the PACHINKO（2012年）主演[13][14]
- 家族遊戯　-家庭教師は見た！-（2013年）[15]
- 不思議巨大ヒロイン　クイーン・グランデＺ２（2012年、ZENピクチャーズ）- 伊集院まひろ/クイーン・グランデＺ 役（主演）[16]
- デコトラ・ギャル 麻里（2012年4月20日、オールインエンタテインメント）- 麻里 役（主演）[17][18]
- 介護士調教(2013)[19]
- 爆裂！パチンコエンジェル　復活へのリベンジバトル！(2014)[13]- 今井理沙 役（主演）

### 映画
- 女教師と教え子　罪名、婦女暴行なり（2013年、新日本映像）[20][21] - 香西咲 役
- 熟女ラーメン おつゆは熱々（2014年、オーピー映画）[22][23][24] - 咲 役

### モデル
- ガナドール カタログモデル

### ユニット・グループ
- TEACH!（あっ!とおどろく放送局）（科目：社会担当、 - 2009年12月31日）

### イメージガール
- スーパー耐久「UNTギャル」（2008年）
- SUPER GT「エスロード MOLA Z エスロードガールズ」（2009年）

## 書籍

### 写真集
- Sakirise（2011年8月31日、双葉社、撮影：樂滿直城）ISBN 978-4575303483

### 雑誌
- Goo Parts
- インポートカーセンサー
- EX MAX SPECIAL
- スコラ
- 週刊大衆ヴィーナス